# Chrysotus pilicornis
Chrysotus pilicornis är en tvåvingeart som beskrevs av Becker 1914. Chrysotus pilicornis ingår i släktet Chrysotus och familjen styltflugor. Inga underarter finns listade i Catalogue of Life.